# 1908 dans les chemins de fer
Chronologie des chemins de fer
1907 dans les chemins de fer - 1908 - 1909 dans les chemins de fer

## Évènements
- 3 janvier : manifestations de violence à la gare Saint-Lazare à la suite de nombreux retards provoqués par le dysfonctionnement de la signalisation dû au gel[1].
- 29 février. France : Concession de la ligne de Lunéville à Blâmont et à Badonviller à la compagnie des chemins de fer départementaux de l'Aube et déclaration d'utilité publique.
- 11 mars, France : dépôt des statuts de la Compagnie des Tramways à Vapeur de la Chalosse et du Béarn (TVCB) chez maitre Ridder, notaire à Paris.
- 1er avril, Dahomey : ouverture de la ligne de tramway Porto-Novo-Sakété[2].
- 21 avril, France : mise en service de la ligne 4 du métro de Paris de Porte de Clignancourt à Châtelet[3].
- 25 mai, France : inauguration du chemin de fer de Bertholène à Espalion (compagnie du Midi).
- 27 juin, France : ouverture du tronçon de 8 km entre Pont-de-Gueydan (Saint-Benoît) et Annot sur la ligne Nice - Digne des Chemins de fer de Provence[4].
- 1er juillet, France : mise en service de la ligne des Grésillons entre Saint-Ouen - Les Docks et Ermont - Eaubonne.
- 17 août : inauguration et mise en service des gares de Metz-Ville, Metz-Chambière et Metz-Nord[5].
- 15 décembre : catastrophe ferroviaire du tunnel de Pouch.